# Planet Erde (Münze)
Planet Erde ist der Name einer vom Bundesministerium der Finanzen am 14. April 2016 herausgegebenen Sammlermünze.
Die Münze hat einen Nennwert in Höhe von 5 Euro und gilt, allerdings beschränkt auf das Gebiet der Bundesrepublik Deutschland, als gesetzliches Zahlungsmittel. Sie ist die erste offizielle Münze, die aus Metall und Kunststoffkomponenten besteht. Eine weitere Besonderheit ist, dass jede Prägeanstalt den blauen Ring in einem anderen Farbton herstellt. Die Prägestätten befinden sich in Berlin (Prägezeichen: A), München (Prägezeichen: D), Stuttgart (Prägezeichen: F), Karlsruhe (Prägezeichen: G) und Hamburg (Prägezeichen: J).

## Technische Merkmale, Design
Die Münze hat einen Durchmesser von 27,25 mm, ein Gewicht von 9 g und wird in den Prägequalitäten Stempel- und Spiegelglanz hergestellt. Die Gestaltung der Münze stammt von Stefan Klein aus Iserlohn, das Adlermotiv von Alina Hoyer aus Berlin.

## Beschreibung
Auf dem äußeren Ring ist das Weltall abgebildet; der blaue, innere Ring aus Kunststoff soll die Erdatmosphäre darstellen. Unterhalb dessen sind die Kontinente durch dicht angesiedelte Punkte abgebildet. Auf der Bildseite sind die Initialen KN aufgeprägt; sie stehen für die Designer Stefan Klein und den Gewinner des Wettbewerbes zur Gestaltung einer neuen Sammlermünze, den Iserlohner Olaf Neumann. Auf der Wertseite befindet sich der Buchstabe der Prägestätte. Die Randschrift lautet BLAUER PLANET ERDE.

## Auflage, Ausgabepreis
Die Gesamtauflage der am 14. April 2016 erstmals ausgegebenen Münze beträgt 2,25 Millionen Exemplare, davon 250.000 in der Sammlerqualität Spiegelglanz. In Stempelglanz ist die Münze zum Nennwert von 5 Euro zu erwerben. In Spiegelglanz hat die Münze einen Ausgabepreis von 15,55 Euro.